# Zagrađe (Pleternica)
Zagrađe is een plaats in de gemeente Pleternica in de Kroatische provincie Požega-Slavonië. De plaats telt 569 inwoners (2001).